# IC 2165
Nébuleuse planétaire
IC 2165 est une nébuleuse planétaire dans la constellation du Grand Chien.
- Ascension droite : 06h 21m 04s
- Déclinaison : -12° 58′ 03″
- Taille : 0,2'
- Magnitude : 12,5

Très petite nébuleuse planétaire.
Nébuleuse légèrement ovalisée et réservée aux télescopes de plus de 250 mm avec un grossissement de 200 fois pour voir sa forme.